# Betacismo
Il betacismo (termine formato a partire dal greco βῆτα bêta, "la lettera b") designa l'uso del grafema <b> in luogo di <v> (o <u>), e in generale una intercambiabilità di tali lettere, rilevabile nella tarda latinità, in particolare durante il passaggio dal latino alle lingue romanze.  Il fenomeno non è solo grafico ma è indice di una confusione tra due suoni che in latino classico erano ben distinti.
Gli esempi più antichi di betacismo risalgono già alle scritte di Pompei (baliat per class. valeat, berus per verus), nel I secolo d.C., e tracce del fenomeno sono presenti un po' dovunque nelle lingue romanze. Benché il betacismo abbia lasciato poche tracce in Italia, secondo molti studiosi, tra cui Giuliano Bonfante e Benvenuto Terracini, la sua origine andrebbe posta proprio in Italia, come conseguenza della convivenza di forme latine con <v> accanto a forme "italiche" con <b> (ad esempio umbro benus = lat. veneris "sarai/sia venuto").
- In Italia il fenomeno è tuttora presente all'interno di parola dopo r: corvo/corbo, nervo/nerbo, (con) servare/serbare, ecc. ma non all'inizio di parola. Al principio di parola il betacismo è invece regolare in sardo e in corso.
- Analoga situazione in francese: corbeau "corvo", courber "(in)curvare", ecc. All'inizio di parola solo in casi sporadici come brebis "pecora", da lat. vervex.
- Oggigiorno la lingua in cui si è verificata una fusione completa tra i due suoni in un unico fonema, con realizzazione occlusiva (b-) all'inizio di parola è lo spagnolo.
- A giudicare dalle iscrizioni che si possiedono, oltre che nella penisola iberica, il fenomeno dovette conoscere una certa ampiezza anche in territorio africano.
- In dacoromanzo (romeno) si hanno casi di betacismo (bătrîn da veteranus) accanto ad esiti con v- (viespe da uespa).